# Tapacarí
Tapacarí är huvudstaden i den bolivianska provinsen Tapacarí i departementet Cochabamba.